# God Save the King
God Save the Queen
Pour les articles homonymes, voir God Save the Queen (homonymie).
God Save the King (« Que Dieu protège le Roi » ou « Que Dieu garde le Roi ») est l'hymne national du Royaume-Uni et l'un des deux hymnes nationaux de la Nouvelle-Zélande. Premier hymne national d'un pays,, il a également un statut officiel dans de nombreux royaumes du Commonwealth en tant qu'hymne royal. Lorsque le souverain est une femme, on utilise un texte modifié : God Save the Queen (« Que Dieu protège la Reine »).
Il est d'origine obscure, apparaissant sous forme imprimée en 1744 et connu pour la première fois quand il a été joué au Theatre Royal, Drury Lane en 1745, avec un arrangement musical de Thomas Arne. Par la suite, des arrangements choraux ont été réalisés par Edward Elgar et Benjamin Britten.
L'air a également été utilisé comme hymne national aux États-Unis, au Danemark, en Suède, en Suisse et en Russie au cours du XIXe siècle.  
Il est toujours, avec un texte différent, l'hymne royal de la Norvège et l'hymne national du Liechtenstein. Il apparaît dans les compositions de divers compositeurs de musique classique. 
Le souverain régnant ne chante pas cet hymne puisqu'il s'agit de prier pour lui, mais le consort le chante.

## Historique
Le Royaume-Uni n'a pas d'hymne national officiel, mais le God save the King, possédant une longue histoire d'usage dans cette fonction, est utilisé par le gouvernement comme hymne national.

### Mélodie
Dans l'Oxford Companion to Music (en), Percy Scholes (en) cite un morceau de clavier de John Bull (1619) qui a de fortes similitudes avec l'air moderne, selon le placement des altérations qui, à cette époque et dans certains cas, étaient non écrites et laissées à la discrétion du musicien. Il indique également que plusieurs morceaux de Henry Purcell, dont un comportant les notes d'ouverture de l'air moderne, contiennent les mots : « God Save the King ».
Dans Les Grotesques de la musique, Hector Berlioz soutient, sur un ton ironique, que la mélodie a été écrite par Jean-Baptiste Lully.
Au Royaume-Uni, la première édition définitive de l'air actuel est apparue en 1744 dans Thesaurus Musicus. La chanson serait devenue populaire l'année suivante, après le débarquement de Charles Édouard Stuart, qui marqua la fin des espoirs des Stuart de remonter sur le trône britannique. La maison de Hanovre, victorieuse, adoptera cet air comme hymne royal britannique.
Selon une version alternative, la chanson aurait été importée par l'intermédiaire du roi d'Angleterre, d'Écosse, et d'Irlande Jacques II qui, vivant en exil en France à partir de 1689, aurait entendu l'hymne et décidé de l'adopter lorsqu'il remonterait sur le trône, ce à quoi il ne parvint pas, avant que les partisans de son fils, Jacques François Stuart, entonnent le chant lors de sa dernière tentative de prise du pouvoir en août 1745.

### Texte
Une théorie fondée sur une relecture des Souvenirs apocryphes de la marquise de Créquy attribue l'œuvre à Madame de Brinon, supérieure de la Maison royale de Saint-Louis, et sa mise en musique à Jean-Baptiste Lully. Cette théorie soutient que l'œuvre aurait été composée en 1686 pour fêter le rétablissement de Louis XIV après son opération de la fistule anale. L'ancêtre du God Save the King serait la chanson Grand Dieu sauve le Roi.
Cette chanson n'est pas sans lien avec un chant latin, que la chapelle royale exécutait depuis le règne de Louis XIII et qui avait pour titre Domine, salvum fac regem, dont les paroles étaient exactement tirées du dernier verset du psaume XIX de David, « Domine, salvum fac Regem et exaudi nos in die qua invocaverimus te ». Toutefois, c'est le Te Deum qui fonctionnait en tant qu'hymne royal officiel.
Si la première exécution est officiellement attribuée à l'année 1745, une étude récente trouva une exécution plus ancienne par les royalistes de la maison Stuart en 1688 : « God Save Great James our King ». Le chercheur considère que l'origine peut remonter au règne de Charles II († 1660).
Après la mort d'Henry Carey, son fils demanda qu'on reconnaisse la paternité de son père sur cet hymne.
Adapté en allemand (Heil dir im Siegerkranz) en 1790, en pleine période révolutionnaire, perçu alors comme un hymne royal célébrant la royauté, il a été pour cette raison choisi pour être l'hymne du royaume de Prusse.

## Paroles
Il n'y a pas de version officielle de l'hymne. La monarchie reconnaît aujourd'hui par tradition les premier et troisième couplets du texte ci-dessous comme constituant l'hymne national, et précise que d'autres couplets, « ajoutés au fil des ans, […] sont rarement utilisés ».
« God save our gracious King,

Long live our noble King,

God save the King!

Send him victorious,

Happy and glorious,

Long to reign over us;

God save the King!

O Lord, our God, arise,

Scatter his enemies,

And make them fall!

Confound their politics,

Frustrate their knavish tricks,

On Thee our hopes we fix,

God save us all!

Thy choicest gifts in store

On him be pleased to pour;

Long may he reign;

May he defend our laws,

And ever give us cause

To sing with heart and voice:

God save the King!
 »
« Que Dieu protège notre gracieux Roi,

Longue vie à notre noble Roi,

Que Dieu protège le Roi !

Rends-le victorieux,

Heureux et glorieux ;

Que soit long son règne sur nous,

Que Dieu protège le Roi !

Ô Seigneur, notre Dieu, surgis,

Disperse ses ennemis

Et fais-les chuter ;

Confonds leurs complots,

Déjoue leurs conspirations de filous !

En Toi, nous mettons notre espoir ;

Que Dieu nous protège tous !

Veuille bien verser sur lui 

Tes dons les plus précieux ;

Puisse-t-il régner longuement ;

Puisse-t-il défendre nos lois

Et nous donner toujours raison

De chanter avec cœur et à pleine voix :

Que Dieu protège le Roi !
 »

## God Save the Kingau Canada
God Save the King n'a pas de statut légal au Canada, même s'il est considéré comme l'hymne royal, c'est-à-dire devant être joué en présence d'un membre de la famille royale ou comme partie du salut accordé au gouverneur général et aux lieutenants-gouverneurs. La traduction française de l'hymne est due au journaliste et historien Benjamin Sulte. En effet, le premier couplet est chanté en français :
Dieu protège le Roi

De sa main souveraine !

Vive le Roi !

Qu'un règne glorieux,

Long et victorieux

Rende son peuple heureux.

Vive le Roi !
Pourtant, il existe également la tradition de chanter les premiers vers de la première strophe en français, jusqu'à « vive le roi » inclus, puis les autres en anglais, selon la traduction suivante qui peut considérée comme très fidèle à la mélodie originale : 
Dieu sauve notre Roi

Notre gracieux Roi !

Vive le roi !

Rends-le victorieux,

Heureux et glorieux

Que soit long son règne sur nous

Vive le Roi !
Cette tradition appartient notamment à la célébration du Jour du Souvenir, c’est-à-dire le 11 novembre au Canada, organisée par la Légion royale canadienne.

Le Gouvernement du Canada propose le texte suivant pour traduction du troisième couplet :
Parmi tous, Tu choisis les dons

Qu’il Te plaît de lui accorder ;

Puisse-t-il régner longuement ;

Puisse-t-il défendre nos lois

Et nous donner souvent raison

De chanter avec cœur et à pleine voix :

Que Dieu protège le Roi !

## God Save the Kingen Australie
En Australie God Save the Queen était l'hymne national de jure jusqu'en 1984, quand Advance Australia Fair fut adopté à la suite d'un plébiscite ayant été tenu en 1977. Le gouvernement Whitlam avait choisi cette dernière comme hymne national en 1974, désirant une chanson qui représente l'identité australienne, non pas celle du Royaume-Uni. Son successeur, Malcolm Fraser, restaura néanmoins God Save the Queen pour des occasions royales ou  vice-royales ou dans le contexte militaire ou bien d'un toast fidèle au monarque d'Australie, en programmant un sondage, réalisé sous la forme de plébiscite conjointement avec le référendum de 1977. On avait le choix d'Advance Australia Fair, Waltzing Matilda ou The Song of Australia pour d'autres événements.
Enfin, le gouvernement Bob Hawke fit adopter le nouvel hymne en avril 1984, gardant God Save the Queen pour toutes occasions royales en tant qu'hymne royal. En revanche, le salut vice-royal se dérive de l'hymne national.

## God Save the Kingen Nouvelle-Zélande
En Nouvelle-Zélande, God Save the King a statut égal avec God Defend New Zealand comme hymne national, mais il est moins souvent joué. Il doit être joué en présence d'un membre de la famille royale ou comme partie du salut accordé au gouverneur général et aux lieutenants-gouverneurs. Le texte a été traduit en langue maorie en 1860 par Edward Marsh Williams, premier interprète officiel auprès du gouvernement colonial. Sa première strophe est présentée ci-dessous :
Me tohu e t'Atua

To matou Kuini pai

Kia ora ia

Meinga kia maia ia,

Kia hari nui, kia koa,

Kia kuini tonu ia,

Tau tini noa
— Edward Marsh Williams, E te atua tohingia te kuini

## Autres versions

### Versions historiques
Un autre couplet, qui en appelle à l'aide de Dieu pour « écraser les Écossais rebelles », est ajouté officieusement pendant une courte période vers 1745 en réaction à l'invasion jacobite en Angleterre pendant la rébellion jacobite de 1745.

### Paraphrases et dans la culture populaire

#### Paraphrases
- Joseph Haydn cite les premières notes de l'hymne dans le mouvement lent (Adagio cantabile) de sa Symphonie numéro 98, écrite pour Londres.
- Ludwig van Beethoven a composé des variations sur cet air.
- Carl Maria von Weber plaça la mélodie à la fin de son ouverture « Jubilee », composée pour le cinquantième anniversaire de l'arrivée sur trône du roi de Saxe ; elle fut créée à Dresde en 1818.
- Charles Gounod, qui avait été en exil à Londres en 1870, paraphrasa la mélodie actuellement utilisée en homophonie à 4 voix, mais avec le texte en latin Domine salvam fac Reginam Victoriam[17].
- Johann Christian Bach, dans son concerto pour harpe en ré majeur God Save the King, présente un thème et variations de l'hymne dans le troisième mouvement de l’œuvre.
- Niccolò Paganini a composé sur cet hymne une série de variations pour violon, laquelle est restée une pièce majeure du répertoire de l'instrument, fréquemment utilisée comme rappel de concert. Ces variations mettent en valeur de nombreux effets spécifiques (doubles harmoniques, pizzicato de la main gauche, etc.), leur exécution nécessite une très grande virtuosité.
- César Franck en a fait des variations dans son Duo pour piano 4 mains n°1 sur « God save the King », op. 4. (1842, FWV 12).

#### Versions populaires
- Le groupe Queen a enregistré une version instrumentale de l'hymne anglais, sur l'album A Night at the Opera. Il s'agit d'un arrangement instrumental fait par Brian May pour être joué sur sa guitare. L'enregistrement de ce titre sera joué en clôture des concerts du groupe, pendant que les membres saluent le public et chantent les paroles[18]. Cette version a été interprétée par Brian May et son compère Roger Taylor pour le jubilé d'or de la reine Élisabeth II en 2002. Brian May se trouvait sur le toit du palais de Buckingham. Ce passage a été télédiffusé.
- Une version parodique existe également dans le rugby français[19],[20].
- Jimi Hendrix au Festival de l'île de Wight 1970.
- Les Sex Pistols l'ont parodié en version punk en 1977.
- On peut aussi citer une chanson royaliste, datée de 1795, sur le fils de Louis XVI, Louis XVII, emprisonné à la prison du Temple et qui y meurt la même année : « Chanson royale sur Louis XVII ». Les paroles sont différentes, mais elles sont chantées sur l'air de God Save the Queen[21].
- Les Bidochons font un jeu de mots sur l'hymne God save the Queen dans leur chanson God save the gouine[22].

### Influence sur d'autres hymnes
De nombreux hymnes se chantent sur l'air du God Save the Queen, parmi lesquels :
- L'ancien hymne national suisse, Rufst du, mein Vaterland, soit « Ô monts indépendants » en français, en usage d'environ 1850 à 1961.
- L'hymne national du Liechtenstein, Oben am jungen Rhein, en usage depuis 1951.
- L'hymne de l'Empire allemand, Heil dir im Siegerkranz, en usage de 1871 à 1918.
- L'hymne royal de Norvège, Kongesangen, en usage depuis 1906.
- L'ancien hymne royal suédois, Bevare Gud vår kung (en) (Que Dieu protège le Roi), en usage entre 1805 à 1893.
- L'hymne de l'Empire russe, Molitva russkikh (La Prière des Russes), en usage de 1816 à 1833.
- L'ancien hymne national de facto des États-Unis, My Country, 'Tis of Thee, en usage jusqu'en 1931. Il demeure une chanson patriotique toujours très populaire.

## Dans le sport
Le God Save The King est utilisé comme hymne national par différentes équipes en sport :
- toutes les équipes du Royaume-Uni (notamment lors des Jeux olympiques)
- les équipes de sports collectifs d'Angleterre (football, rugby, cricket...)
- les équipes de sports collectifs d'Irlande du Nord (football)

Les autres pays du Royaume-Uni utilisent un hymne différent (Flower of Scotland pour les Écossais et Land of My Fathers pour les Gallois). Certaines équipes irlandaises de sports collectifs représentent l'île de l'Irlande (soit l'Irlande du Nord appartenant au Royaume-Uni plus la république d'Irlande), c'est le cas du rugby, du hockey ou encore du cricket. Ils utilisent ainsi un hymne spécialement créé pour cette union : l'Ireland's Call. Mais toutes les équipes ne sont pas réunies dans cette pratique, comme en football par exemple : les Nord-Irlandais chantent ainsi le God Save The King.

## Autres hymnes britanniques
- Rule, Britannia! (1740) de James Thomson  et Thomas Arne.
- Land of Hope and Glory (1902) de A. C. Benson, extrait de Pomp and Circumstance March No 1 (1901) d'Edward Elgar.
- I Vow to Thee, My Country (1921) de Cecil Spring Rice, extrait de Les Planètes de Gustav Holst.